# Логор Ашах на Дунаву
Логор Ашах на Дунаву био је један од концентрационих логора за Србе и друге неподобне народе које је основала Аустроугарска за за време Првог светског рата. 

## Назив, положај и инфраструктура
Назив
Званичан назив логора био је: нем. Kaiserliches  und  Königliches Kriegsgefangenenlager Aschach an der Donau или на српском „Царски и краљевски логор за ратне  заробљенике  Ашах  на  Дунаву”. 
Положај
Логор се налазио поред Дунава у близини града Линца у северном делу Аустрије, у покрајини Горња Аустрија и недалеко од логора Маутхаузен, који је био низводно и још ближе Линцу.
Размештен у близини великог воденог објекта као што су ритови Дунава логор је имао влажну и оштрију климу него у Србији, што је константно нарушавало здравље српских логораша, ненавикнутих на овакве услове живота.
Инфраструктура
Инфраструктуру логора чиниле су привремено подигнуте бараке, дуго без прозора и врата, у којима је у двоспратним креветима било смештено од 150 до 250 заточеника. Бараке су биле опасане високом и густом жичаном оградом, поред које се налазио два метра дубок ров.
„На сваких 50 корачаја стајао је стражар. Ноћу су страже биле чешће, а патроле су их стално обилазиле…”

## Историја
Предуслови

Масовне депортације становника Србије у Првом светском рату, међу којима се били Срби, Јевреји, Роми и других нација, Аустроугарска је из Краљевине Србије, отпочеле након њене окупације од јесени 1915. 
Оснивање и услови у логору
Логор у Ашаху основан је у лето 1914. године, а у њега су српски заробљеници и интернирци доспели почетком 1915. године након премештања из логора из северне Угарске. Са њима је била пребачена и већа група официра и из логора Хајнрихсгрин из Чешке. Српски официри у логору Ашаху били су смештени у седам добро чуваних дрвених барака, око којих је на сваких 50 метара стајао по један стражар. Ноћу су страже биле бројчано увећане, а патроле су стално обилазиле заточенике у баракама.”
Током наредних ратних година пристизале су нове велике групе интернираца, који су у логор стизали у јако тешком физичком и психичком стању, изнурене дугим маршевима и транспортима „попут марве”, тако да су бараке брзо постале пренатрпане и тесне.

Услови логорског живота били су испод сваког хигијенског минимума, логораши су били „траљаво, готово никакво обучени и обувени”, тако да је прва зима 1915. године однела много жртава. Хладноћа је била доминантан узрок смрти, чак и у односу на сталну глад, којој су били изложени логораши, што поткрепљује извештај Живка Топаловића: 
„Није био потребан термометар да се мери хладноћа. Хладноћа се мерила бројем мртвих.”
| Бројно стање заточеника у логору Ашах на Дунаву. | Бројно стање заточеника у логору Ашах на Дунаву. | Бројно стање заточеника у логору Ашах на Дунаву. |
| Месец и година                                   | Бројно стање                                     | Извор података                                   |
| ------------------------------------------------ | ------------------------------------------------ | ------------------------------------------------ |
| 1916.                                            | 10.903                                           | Архив Војске Србије 1916.                        |
| мај 1917.                                        | 6.355                                            | Службе Војног генералног гувернмана у Србији     |
| јун 1918.                                        | 4.418                                            | Секција концентрационог логора Маутхаузен, 1995. |

Најтежа година за заточенике логора била је 1916. године, у време ратом изазване економска криза. Криза је изазвала такве услове да су једноставно заточеници онесвешћивали од глади и умирали на ногама или при ходу, исцрпљени тешким условима рад, гурајући празна колица, да би их у тим истим колицима мртве враћали у логор. Глад је затворенике приморавала да глођу кости са ђубришта, и траву и друго самоникло биље.
Неки од одважнијих покушали су бекство, и у томе успевали. Док су други спас од мука пронашли у бекству помоћу новца, поткупљујући аустријске стражаре који су били гладни и склони примању мита. Бегунци који би се домогли Швајцарске, у њу су доносили вести о неподношљивим условима у аустроугарским логорима.
Кроз њега је прошло око 11.000 Срба, највише са простора Босне и Херцеговине, Шумадије, Подриња, Рашке, Црне Горе, Тимочке Крајине. Затвореници логора, који су били највише са простора Босне и Херцеговине, Шумадије, Подриња, Рашке, Црне Горе, Тимочке Крајине, у логор Ашах довожени су теретним вагонима, углавном почетком 1915. године, у току прерасподеле затвореника из Угарске, пошто у другим логорима није било довољно места.

## Занимљивост
У логору Ашах на Дунаву, српски заробљеници су повремено објављивали рукописне новине  „Пулс”, чијих неколико бројева се данас чува у Народној библиотеци Србије у Београду.

## Епилог
Након окончања Првог светског рата логор је затворен, почетком новембра 1918. године. Преживели логораши су враћали у новоосновану Краљевину Срба, Хрвата и Словенаца, возовима углавном до Новог Сада, а онда у Срем или преко Дунава у Шумадију.
У логор Ашах на Дунаву, од јесени 1915. до новембра 1918. године, било је заточено 10.903 српских војника, официра и цивила.

Аустроугарска царевина је у овом и њему сличним логорима организацију живота подесила тако, да логораши неосетну стрељањем или вешањем, већ постепено изазивајући смрт, кумулативним дејством глади (која је узела највећи данак), болестима и заразом и тешким и опасним радовима.
Циљ је постигнут: да је наших (логораша) сваким даном све мање! Систематско истребљење!

Као и код других логора из Првог светског рата, ни у овом није утврђена коначна цифра страдалих заточеника, веће се користи податак Петра Опачића из 1994. године који наводи...
...да је на војном гробљу у Ашаху на спомен-плочи уклесано да су ту сахрањена 5.362 Србина.

## Спомен обележје
Након завршетка  Првог светског рата на локацији бившег логора подигнута је симболична спомен-плоча, у знак сећања на овај казамат смрти.
Две деценије касније током Другог светског рата спомен плоча је уништена од нацистичких СС јединица, које су на тој локацији формирале логор, претежно за Јевреје из Аустрије и Немачке.
После Другог светског рата, подигнута је нова спомен-плоча, на којој је уклесано 5.362 имена Срба који су ту сахрањени, углавном војника и официра Краљевине Србије и Краљевине Црне Горе.
Данас ово стратиште повремено обилази српска заједница из Линца, и одржавају пригодне говоре и парастосе.